# Liberal Democrats
Die Liberal Democrats [ˈlɪbəɹəɫ ˈdeməkɹæts] (kurz auch Lib Dems; deutsch Liberaldemokraten) sind eine sozialliberale Mitte-links-Partei im Vereinigten Königreich. Sie gingen 1988 aus der Vereinigung von Liberal Party und Social Democratic Party hervor. Die Partei war zwischen 2010 und 2015 erstmals Regierungspartei, erreichte aber bei den britischen Unterhauswahlen am 8. Mai 2015 ein historisch schlechtes Wahlergebnis.
Auf europäischer Ebene sind die Liberal Democrats Mitglied der Europapartei Allianz der Liberalen und Demokraten für Europa. Im Europäischen Parlament waren sie bis zum EU-Austritt des Vereinigten Königreichs mit 16 Abgeordneten vertreten, die der Renew-Europe-Fraktion (RE), der drittgrößten Fraktion im Europäischen Parlament, angehörten.

## Geschichte
Das britische Mehrheitswahlrecht bewirkt, dass kleinere Parteien im Unterhaus unterrepräsentiert sind. Deshalb schlossen sich 1988 die beiden kleineren Parteien in der Mitte des politischen Spektrums, die Liberal Party und die Social Democratic Party, zur Social and Liberal Democrats zusammen, nachdem sie bei den Unterhauswahlen 1983 und 1987 bereits die Wahlallianz SDP–Liberal Alliance gebildet hatten. Im Oktober 1989 änderte die Partei ihren Namen in Liberal Democrats. Die damit verbundene Hoffnung, entweder die Conservative Party oder die Labour Party als eine der beiden führenden Parteien abzulösen, erfüllte sich nicht. Allerdings stellen die Liberal Democrats mehrere kommunale Regierungen und waren bis 2007 in Schottland an der Regierungskoalition mit der Labour Party beteiligt. Bei einer Meinungsumfrage kurz vor den am 6. Mai 2010 stattfindenden Parlamentswahlen lagen die Liberaldemokraten mit 32 Prozent erstmals in Führung – ein Plus von zwölf Prozentpunkten.
Ursprünglich hofften die Liberal Democrats, in den 1980er Jahren die Labour Party als zweitstärkste Kraft ablösen zu können, welche damals vielen Wählern als zu links und sozialistisch galt. Unter John Smith und Tony Blair rückte die Labour Party allerdings mehr in die politische Mitte und somit in die Nähe der Liberal Democrats („New Labour“). Deren Strategie war nunmehr die Ablösung der Konservativen, die sich in den letzten Jahren im politischen Spektrum eher nach rechts bewegt haben, als stärkste Oppositionspartei. Die Konzentration auf die aussichtsreichsten Wahlkreise führte bei den Unterhauswahlen 1997, 2001 und 2005 zu einer deutlichen Steigerung der Zahl der Mandate für die Liberal Democrats. Bei den Wahlen am 5. Mai 2005 erreichten die Liberaldemokraten mit 62 Mandaten das beste Ergebnis seit 1923. Im Mai 2010 gewannen sie bei den Unterhauswahlen 57 Sitze. Die Partei war nach den Wahlen bis 2015 als Koalitionspartner an der Regierung unter Premierminister David Cameron (Conservative Party) beteiligt und stellte fünf Minister im Kabinett.
Die Liberal Democrats kandidieren nicht in Nordirland, sondern unterstützen bei Wahlen dort ihre „Schwesterpartei“, die Alliance Party of Northern Ireland. Einige führende Alliance-Politiker sind auch gleichzeitig Parteimitglied der Liberal Democrats.

### Unterhauswahlen 2010
Der Wahlkampf für die Britischen Unterhauswahlen 2010 verlief für die Liberal Democrats sehr vielversprechend und Parteiführer Nick Clegg konnte sich in den Fernsehduellen mit seinen Kontrahenten Gordon Brown und David Cameron überraschend gut schlagen. In den darauf folgenden Umfragen lagen die Lib Dems dann in etwa gleich auf mit Labour Party, teilweise sogar in Führung, und konnten sich daher realistische Hoffnung auf eine Regierungsbeteiligung machen.
Schlussendlich kam es bei den Unterhauswahlen 2010 zu keiner absoluten Mehrheit für eine Partei, die Folge war ein sogenanntes hung parliament.
Damit gab es folgende Optionen für eine zukünftige Regierung: Minderheitsregierung einer Partei, Koalition oder Neuwahlen. Die Lib Dems, die 23 % der Stimmen, bedingt durch das britische Mehrheitswahlrecht allerdings nur 57 von 650 Sitzen erreicht hatten, erklärten sich bereit, mit der erstplatzierten Conservative Party über eine zukünftige Zusammenarbeit zu verhandeln. Eine Koalition von Lib Dems und Labour hatte keine Mehrheit im Unterhaus.
Die Verhandlungen verliefen erfolgreich, David Cameron wurde als Premierminister vereidigt, während Nick Clegg Vizepremier wurde. Insgesamt wurden sieben Regierungsposten von den Lib Dems im Kabinett Cameron I gestellt.

### Koalition 2010–2015
Die Regierungsbeteiligung wirkte sich nachteilig auf die Umfragewerte der Liberaldemokraten aus.
Großen Einfluss darauf hatte die von der Koalition beschlossene Erhöhung der Studiengebühren, die von den Lib Dems im Wahlkampf noch abgelehnt worden war. Clegg verteidigte das verabschiedete Gesetz, bezeichnete es aber später öffentlich als Fehler.
2011 fand in Großbritannien ein Referendum über eine geplante Änderung des Wahlrechts statt. Dies war eine der zentralen Forderungen der Lib Dems gewesen. Die Tories sprachen sich für eine Beibehaltung des bestehenden Mehrheitswahlrechts aus. Bei einer Wahlbeteiligung von 42,2 % lehnte eine Mehrheit von 67,9 % der Abstimmenden die zur Auswahl stehende Wahlrechtsänderung ab.
Bei den folgenden Kommunalwahlen 2012 und 2014 verloren die Lib Dems jeweils über 300 Sitze. Auch bei der Europawahl 2014 verloren sie stark an Zustimmung: von 15 % auf nur noch 4,8 % der Stimmen. Daher stellte ihre Partei anschließend nur noch einen Vertreter im Europäischen Parlament.

### Unterhauswahlen 2015
Die Meinungsumfragen prophezeiten der Partei schwere Verluste für die Unterhauswahl 2015, trotzdem hatten die LibDems die Hoffnung, wieder als Juniorpartner in eine Koalition gehen zu können. Die Verluste fielen allerdings noch schwerer aus als erwartet, die Partei stürzte national von 23 % der Stimmen auf 7,8 % ab und stellte nur noch acht Parlamentsmitglieder statt 57. Zahlreiche langjährige Parlamentarier und Minister verloren ihre Sitze. Daraufhin erklärte der Parteivorsitzende Nick Clegg seinen Rücktritt. Sein Nachfolger wurde Tim Farron.

### Unterhauswahlen 2017
Die Ausgangslage für die Unterhauswahl 2017 war für die Lib Dems schwierig. Die klar pro-europäisch orientierte Partei hatte zuvor mit dem britischen Votum für den EU-Austritt eine Niederlage erlitten, und es bestand die Gefahr, zwischen den regierenden Tories unter Theresa May und der Labour Party des polarisierenden Parteivorsitzenden Jeremy Corbyn aufgerieben zu werden. Die Befürchtungen erwiesen sich teilweise als begründet, die Lib Dems erhielten 7,4 % der Stimmen und verloren damit einen halben Prozentpunkt im Vergleich zum schwachen Abschneiden bei der Wahl 2015. Immerhin konnte man 4 Sitze hinzugewinnen (vor allem in Schottland) und hielt damit vorerst 12 Abgeordnete im House of Commons.
Am 14. Juni 2017 trat der Parteivorsitzende Tim Farron zurück, da er es nicht vereinen könne, eine Partei zu führen und gleichzeitig ein gläubiger und bekennender Christ zu sein. Farron war zuvor mehrmals in Bedrängnis geraten, als er von Journalisten gefragt wurde, ob er homosexuellen Geschlechtsverkehr als Sünde ansehe. Er war der Frage meist ausgewichen, indem er darauf verwies, dass nicht seine persönliche Meinung zähle, sondern die eindeutige Position seiner Partei zugunsten der Gleichstellung von Homosexuellen, hatte sie jedoch schließlich verneint.
Als Favoriten auf Farrons Nachfolge galten die schottische Abgeordnete Jo Swinson sowie die Polit-Veteranen Norman Lamb und Vince Cable, der die Partei bereits zuvor angeführt hatte. Vince Cable wurde am 20. Juli 2017 ohne Gegenstimmen gewählt. Mit 74 Jahren war er der bislang älteste Parteiführer.

### Europa- und Parlamentswahlen 2019
Bei der Europawahl 2019 gewann die als dezidiert pro-europäisch auftretende Partei stark an Stimmen hinzu und wurde zweitstärkste Kraft noch vor Labour und den Konservativen. Insgesamt entfielen 16 Sitze auf die Liberal Democrats.
Im Mai 2019 trat Vince Cable von seinem Amt als Parteivorsitzender zurück. Am 22. Juli 2019 wurde die 39-jährige Jo Swinson zu seiner Nachfolgerin gewählt. Sie ist die erste Frau in diesem Amt.
Durch Übertritte von ehemaligen Konservativen und Labour-Abgeordneten sowie einem Sieg bei einer Nachwahl hielt die Partei seit dem 30. Oktober 2019 insgesamt 21 Sitze im House of Commons, neun mehr als sie bei der Wahl 2017 gewinnen konnte.
Bei der Unterhauswahl 2019 traten die Liberal Democrats mit dem Ziel an, im Falle einer Mehrheit den Brexit ohne Abstimmung zu beenden und sich ansonsten für ein zweites Referendum einzusetzen. In den Wochen und Monaten vor der Wahl erzielten die LibDems gute Umfrageergebnisse und konnten sich Hoffnungen auf Zugewinne machen. Letztendlich konnte die Partei ihren Stimmanteil tatsächlich leicht steigern, allerdings entfielen auf sie am Ende lediglich elf Sitze und damit einer weniger als noch 2017. Keiner der zu den Liberal Democrats übergetretenen Abgeordneten konnte ein Mandat erringen. Die Parteivorsitzende Swinson verlor ihr Mandat gegen die SNP und musste gemäß Parteisatzung zurücktreten. Ed Davey, den Swinson bei der Wahl zum Vorsitzenden 2019 noch besiegt hatte, übernahm als stellvertretender Vorsitzender gemeinsam mit dem Parteipräsidenten (zunächst Sal Brinton, anschließend Mark Pack) kommissarisch den Parteivorsitz. Am 27. August 2020 wurde Davey offiziell zum neuen Vorsitzenden gewählt.

### Unterhauswahlen 2024
Bei den Unterhauswahlen 2024 traten die Liberal Democrats mit Ed Davey als Spitzenkandidaten an. Unter seiner Führung gelang es der Partei, ihren Stimmanteil leicht von 11,6 auf 12,2 Prozent zu steigern. Durch gezielten Wahlkampf in klassisch konservativen Wahlkreisen (Blue Wall) gelang es der Partei jedoch, mit 72 Sitzen ein Rekordergebnis bei der Zahl der gewonnenen Mandate zu erreichen.

## Ziele
Innenpolitisch treten die Liberal Democrats für eine Stärkung der unter der Labour-Regierung im Rahmen der Terrorismus- und Verbrechensbekämpfung eingeschränkten Bürgerrechte und eine Verbesserung der Leistungen des öffentlichen Dienstes ein. In diesem Zusammenhang sind für die Liberal Democrats zur Finanzierung auch Steuererhöhungen in Betracht zu ziehen – ein Thema, bei dem sie sich von den beiden anderen großen Parteien unterscheiden. Politiker der Liberal Democrats kritisieren dabei das Verhalten von Conservative Party und Labour Party, gleichzeitig allgemeine Abgabensenkungen und keine Verschlechterung der öffentlichen Leistungen zu versprechen, als Finte. Die Liberal Democrats sind die proeuropäischste der drei großen britischen Parteien. Außenpolitisch befürworten die Liberal Democrats den Verzicht auf Atomwaffen und lehnten im Gegensatz zur Labour und Conservative Party den Irakkrieg ab. In ihrem Parteiprogramm zur Wahl 2005 setzten sie einen Schwerpunkt auf den Umweltschutz.
In ihrem Programm vor den Wahlen 2015 sprach sich die Partei unter anderem für ein geringeres Defizit, eine Verringerung des CO2-Ausstoßes, einen geringeren Eingangssteuersatz, die Einführung des Wahlrechts für 16-Jährige und mehr staatliche Zuschüsse für den Nationalen Gesundheitsdienst aus. Weiter setzt sich die Partei für eine Reform des House of Lords ein. Außerdem fordern sie eine Änderung des Wahlsystems für das Unterhaus von der Mehrheitswahl hin zur Verhältniswahl.
Im Zuge des Brexits forderten die Liberal Democrats ein zweites Referendum und eine enge Anbindung an die EU. Auf ihrem Parteitag im September 2019 wurde beschlossen, in die nächste Unterhauswahl mit der Forderung zu gehen, den Brexit gänzlich abzusagen.

## Parteiführer
Der Parteiführer (Leader of the Liberal Democrats) ist der eigentliche Parteivorsitzende und hat das höchste Amt der Partei inne (der Parteipräsident ist mehr für administrative und organisatorische Aufgaben zuständig). Er muss zugleich auch einen Sitz im Parlament haben. Falls er diesen bei einer Wahl verliert, verliert er damit auch den Parteivorsitz. In diesem Fall, oder für den Fall des Rücktritts oder des Todes des Amtsinhabers, übernimmt automatisch der gewählte stellvertretende Parteiführer die Parteileitung, solange bis ein neuer Parteiführer gewählt ist. Dies war bisher dreimal der Fall: nach dem Rücktritt Charles Kennedys übernahm Menzies Campbell zunächst interimsmäßig die Parteiführung (er wurde später dann zum Parteiführer gewählt), und nachdem dann auch Campell zurückgetreten war, wurde Vince Cable Parteiführer. Nach dem Rücktritt Jo Swinsons übernahmen ihr Stellvertreter Ed Davey zusammen mit Parteipräsident Sal Brinton die Interimsführung. Am 1. Januar 2020 folgte auf Sal Brighton der neue Parteipräsident Mark Pack.
| Parteiführung | Parteiführung                        | Beginn der Amtszeit | Ende der Amtszeit |
| ------------- | ------------------------------------ | ------------------- | ----------------- |
| 1             | David Steel Robert Maclennan         | 3. März 1988        | 16. Juli 1988     |
| 2             | Paddy Ashdown                        | 16. Juli 1988       | 9. August 1999    |
| 3             | Charles Kennedy                      | 9. August 1999      | 7. Januar 2006    |
| 4             | Sir Menzies Campbell                 | 2. März 2006        | 15. Oktober 2007  |
| 5             | Vince Cable                          | 15. Oktober 2007    | 18. Dezember 2007 |
| 6             | Nick Clegg                           | 18. Dezember 2007   | 8. Mai 2015       |
| 7             | Tim Farron                           | 16. Juli 2015       | 14. Juni 2017     |
| 5             | Vince Cable                          | 20. Juli 2017       | 22. Juli 2019     |
| 8             | Jo Swinson                           | 22. Juli 2019       | 13. Dezember 2019 |
| 9             | Edward Davey und Sal Brinton (komm.) | 13. Dezember 2019   | 27. August 2020   |
| 10            | Edward Davey                         | 27. August 2020     |                   |

## Teilorganisationen
- English Liberal Democrats
  - London Liberal Democrats
- Northern Ireland Liberal Democrats
- Scottish Liberal Democrats
- Welsh Liberal Democrats